# 松嶋亮太
松嶋 亮太（まつしま りょうた、1978年4月15日 - ）は、東京都出身の日本の俳優。ザズウ所属。

## 人物
- 趣味はバンド活動。
- 静岡県では、イベント企画･施工を手掛ける地元企業「望月商事」のローカルCMに長年出演しているため、全国に比べると知名度も人気も高い。しかし静岡県内で放送される夕方ワイド番組『まるごと』（静岡第一テレビ）などのローカル番組に出演する際、本来の芸名ではなくCM内での役名の「望月しょうじ」として出演している。このため、静岡県では「望月しょうじ」と言えば多くの県民が知っているが、「松嶋亮太」と言われると映画やドラマに興味がない人だと知られていない場合も多い。

## 出演

### 映画
- ぼくは勉強ができない（1996年6月8日公開） - 川久保一 役
- HAPPY PEOPLE（1997年9月27日公開） - 杉本和夫 役
- 新・痴漢日記（1999年5月14日公開）
- 新・痴漢日記2（1999年9月10日公開）
- 冷静と情熱のあいだ（2001年11月10日公開）
- おれさま（2003年8月28日公開） - カトー 役
- 援助交際撲滅運動地獄変（2004年10月2日公開） - オギス 役
- 百万円と苦虫女（2008年7月19日公開）
- 呪怨 黒い少女（2009年6月27日公開）
- るろうに剣心（2012年8月25日公開） - 白衣の男 役
- きみはいい子（2015年6月27日公開） - 田所豪 役
- 日本のいちばん長い日(2015年8月8日公開） - 戸田康英（侍従） 役
- 劇場版TOKYO MER〜走る緊急救命室〜(2023年4月28日公開）

### テレビドラマ
NHK総合テレビ
- 抱きしめたい（2002年10月12日）
- 女将になります!（2003年3月21日 - 2003年5月5日）
- 鼠、江戸を疾る2 第5話（2016年5月12日） - 庄吉 役
- スリル!〜赤の章・黒の章〜（2017年） - 安本辰夫 役
- 専業主婦が就職するまでにやっておくべき8つのこと（2018年） - 荒木弘明 役

日本テレビ系列
- サイコメトラーEIJI2（1999年10月16日 - 1999年12月18日） - 西京警備隊 役
- 金田一少年の事件簿（2001年7月14日 - 2001年9月15日）
- 一番大切な人は誰ですか?（2004年10月13日 - 2004年12月15日）
- 恋のから騒ぎドラマスペシャル Love Stories（2006年9月26日）
- ドS刑事 第7話（2015年5月23日） - 武藤祐貴 役
- 過保護のカホコ（2017年） - 家内悟 役

TBS系列
- 月曜ドラマスペシャル 恋文（1992年12月7日）
- カミング・ホーム（1994年7月8日 - 1994年9月23日）
- QUIZ（2000年4月14日 - 2000年6月23日）
- 日曜劇場 ヨイショの男（2002年4月14日 - 2002年6月30日） - ウェイター 役
- 終電バイバイ（2013年2月25日） - 佐々木 役
- 月曜ゴールデン特別企画 全盲の僕が弁護士になった理由〜実話に基づく感動サスペンス!〜（2014年12月1日）
- 重版出来!（2016年4月12日） - カンバラ 役
- メゾン・ド・ポリス（2019年） - 深山克久 役
- 半沢直樹（2020年） - 白水銀行員 水野 役

フジテレビ系列
- 大人は判ってくれない「きっとひとりで歩いていける」（1992年2月20日）
- 世にも奇妙な物語
  - 第3シリーズ「待ちぶせ」（1992年8月6日）
  - 〜2005春の特別編〜「あなたの物語」（2005年4月12日）
- 恋するトップレディ（2002年1月8日 - 2002年3月19日）
- ダブルスコア（2002年10月15日 - 2002年12月17日）
- リーガルハイ第7話（2013年11月20日）

#### テレビ朝日
- KIRARA（1996年7月6日 - 1996年8月17日）
- 家政婦は見た!（1997年） - 坂梨次郎 役
- 土曜ミッドナイトドラマ 失踪HOLIDAY（2007年2月10日 - 2007年3月3日、テレビ朝日） - 久保田 役
- 相棒 - 土師太 役（※別途記載がある場合は除く）
  - season5 第2話（2006年10月18日） - 原タカシ 役
  - season16 最終話（2018年3月14日）
  - season18 第1話・第2話・第12話・最終話（2019年10月9日、10月16日、2020年1月15日、3月18日）
  - season19 第1話・第11話（2020年10月14日、2021年1月1日）
  - season20 第9話・第11話・最終話（2021年12月15日、2022年1月1日、3月23日）
  - season21 第1話・第2話・第4話・第11話・第18話・第20話（2022年）
  - Season22 第2話・第10話・第11話・第12話・第15話・第19話・第20話（2023 - 2024年）
  - Season23 第1話・第2話・第3話（2024 - 2025年）
- 女刑事みずき〜京都洛西署物語〜 SP（2010年） - 坂口圭太 役
- 黒服物語 第2話（2014年10月31日） - 伊東 役
- 警視庁捜査一課9係 season11 第4話（2016年4月27日） - 西田昭博 役
- 土曜ワイド劇場
  - 「温泉 (秘) 大作戦8」（2009年12月5日、朝日放送）
  - 「愛と死の境界線」（2011年3月26日、朝日放送）

#### テレビ東京
- 女と愛とミステリー
  - 「犯罪交渉人ゆり子2」（2002年） - 小島聡 役
- 孤独のグルメSeason2 第2話（2012年10月17日) - 若い男の客 役
- マルホの女〜保険犯罪調査員〜 （2014年） - 江川亘 役

読売テレビ
- 極限推理コロシアム（2004年5月3日 - 2004年5月6日） - 木場敦彦 役

関西テレビ
- 学校の怪談R（1996年7月）
- 健康で文化的な最低限度の生活 第7話 （2018年8月28日） - 田中耕司 役

衛星放送
- ケータイ刑事 銭形愛（2002年10月6日 - 2003年3月30日、BS-i）
- 怪談新耳袋
  - 第1シリーズ 「恋人」（2003年） - 久野哲哉 役
  - 第4シリーズ 「約束」（2005年）
- 佐藤四姉妹（2005年5月8日、BS-i）
- 恋する日曜日「テーブルの片すみで」（2005年6月12日）
- 邪神の天秤　公安分析班 第2話 - (2022年2月20日 - 、WOWOW)

### ネット配信ドラマ
- 呪怨：呪いの家 (2020年7月3日、Netflixオリジナルドラマ) - 真崎圭一 役
- 相棒 sideA /sideB（2024年3月20日、TELASA） - 土師太 役[2]
- 相棒 sideX（2024年10月16日、TELASA） - 土師太 役[3]

### 特撮
- 怪奇大家族（2004年10月4日 - 2004年12月26日、テレビ東京）

### バラエティ・生活情報番組
- ○ごとワイド（2013年4月 - 、静岡第一テレビ）
  - 「しょうじの木曜温泉」（2013年4月 - 2014年3月）
  - 「しょうじの王道一直線」（2014年4月 - ）

### CM
- バイトルドットコム「おとりこみチュー 篇」（2006年）
- 日本たばこ産業『Roots』「朋子 篇」（2007年）
- 望月商事（2007年 - 、静岡ローカル） - 望月しょうじ 役
- 日本デジタル研究所「UF 篇」（2007年）

### Vシネマ
- Departed to the future（2009年3月25日発売）
- 『本気!』シリーズ
- 本気！-序章-サブ役（2001年）
- 本気！22-激闘編 - 卓也 役（2002年）
- 本気！27-白熱編-鉄平役（2003年）
- 本気！30-望郷編-冨樫役（2004年）

### 舞台
- 『難民X』（2008年）